# بطم تربنتيني

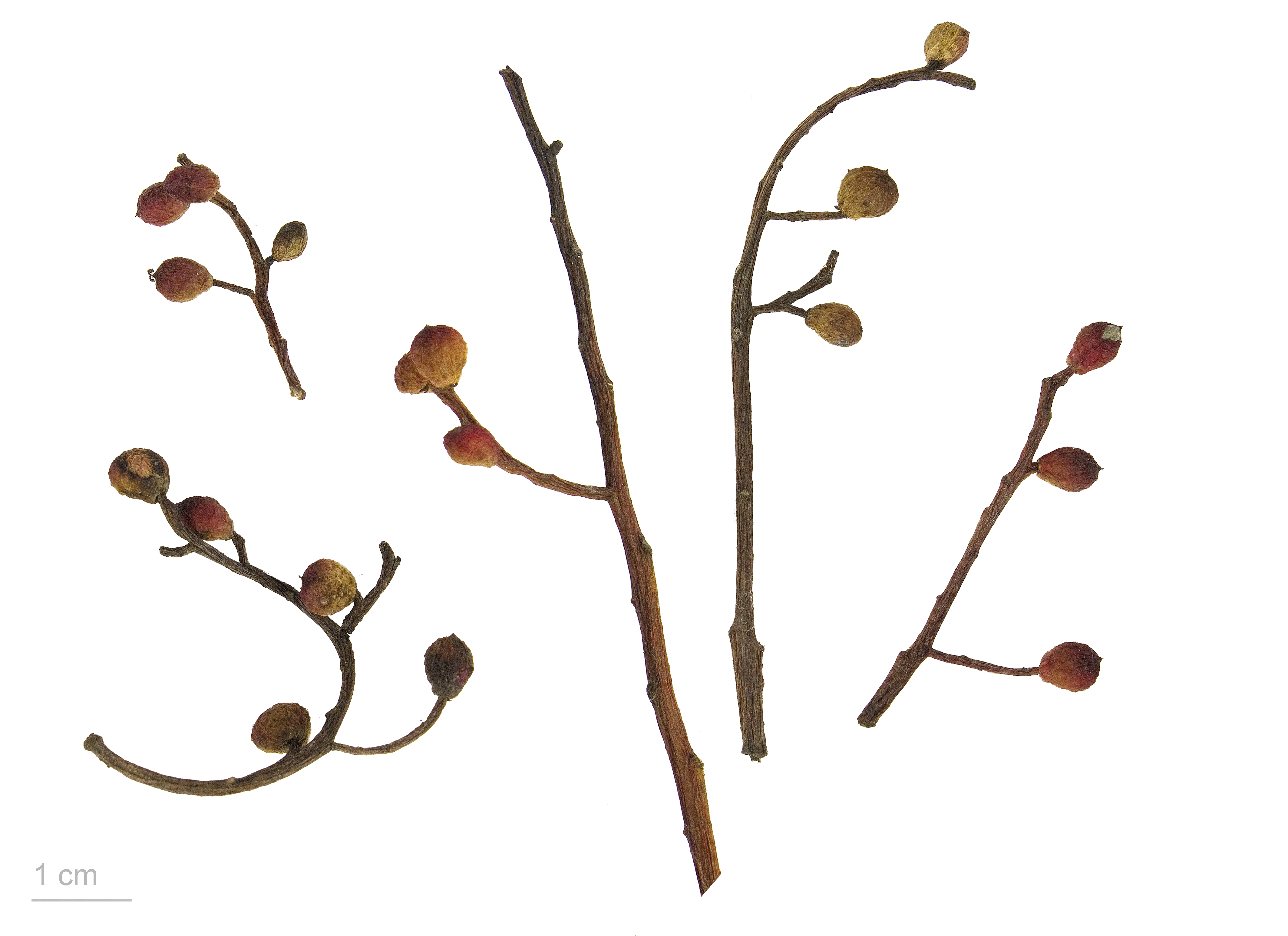
Pistacia terebinthus

البطم التربنتيني أو ثمرة الحبة الخضراء  (باللاتينية: Pistacia terebinthus) نوع شجري معمر يتبع جنس البطم وينتمي إلى الفصيلة البطمية (باللاتينية: Anacardiaceae).

## البيئة والانتشار
موطنه بلاد الشام والمغرب العربي وشمال حوض البحر الأبيض المتوسط.